# Martin Rosen (Regisseur)
Martin Rosen (* 1936) ist ein US-amerikanischer Filmregisseur, Produzent und Drehbuchautor.

## Leben
Rosen arbeitete ursprünglich als Theateragent und Talentscout, bevor er mit seiner Ehefrau nach Großbritannien übersiedelte.
Rosen begann seine Arbeit als Produzent 1968 mit dem kanadischen Spielfilm A Great Big Thing. 1969 war er Co-Produzent bei Ken Russells Filmadaption des Romans Liebende Frauen von D. H. Lawrence, bei dem die Schauspielerin Glenda Jackson und der Kameramann Billy Williams mit einem Oscar ausgezeichnet wurden.
1978 war er Regisseur, Produzent und Drehbuchautor bei der Richard-Adams-Adaption Unten am Fluss. 1982 folgte eine weitere Richard-Adams-Verfilmung, Die Hunde sind los.
1985 produzierte er mit Laura Dern und Treat Williams den Film Bedrohliches Geflüster, zu dem Joyce Carol Oates das Drehbuch schrieb. Der Film gewann den Grand Prize der Jury beim Sundance Film Festival. 1987 führte er Regie bei dem Filmdrama Stacking.
Rosen arbeitete auch als Theaterproduzent. So war er 1971 Produzent der Uraufführung des Theaterstücks Moonchildren von Michael Weller am Royal Court Theatre in London. Außerdem produzierte er in der Spielzeit 1994/1995 mehrere Bühnenfassungen von Maxine Hong Kingstons Autobiografie The Woman Warrior, unter anderem am Berkeley Repertory Theatre, bei der Huntington Theatre Company in Boston und am Doolittle Theatre in Los Angeles.
Rosen ist verheiratet mit Elisabeth Payne Rosen, einer Schriftstellerin und ordinierten Diakonin der Episcopal Church.

## Filmografie
- 1968: A Great Big Thing
- 1969: Liebende Frauen (Women in Love)
- 1978: Unten am Fluss (Watership down)[6]
- 1982: Die Hunde sind los (The Plague Dogs)
- 1985: Bedrohliches Geflüster (Smooth Talk)
- 1987: Stacking – Season of Dreams
- 1999: Unten am Fluss